# Nauclea
Nauclea is een geslacht uit de sterbladigenfamilie (Rubiaceae). De soorten komen voor in tropisch Afrika, (sub)tropisch Azië en Noord-Australië.

## Soorten
- Nauclea diderrichii (De Wild.) Merr.
- Nauclea gilletii (De Wild.) Merr.
- Nauclea latifolia Sm.
- Nauclea nyasica (Hoyle) Å.Krüger & Löfstrand
- Nauclea officinalis (Pierre ex Pit.) Merr. & Chun
- Nauclea orientalis (L.) L.
- Nauclea parva (Havil.) Merr.
- Nauclea pobeguinii (Hua ex Pobég.) Merr.
- Nauclea robinsonii Merr.
- Nauclea subdita (Korth.) Steud.
- Nauclea tenuiflora (Havil.) Merr.
- Nauclea vanderguchtii (De Wild.) E.M.A.Petit
- Nauclea xanthoxylon (A.Chev.) Aubrév.

... · 
Afrocanthium · 
Asperula (Bedstro) · 
Atractocarpus · 
Belonophora · 
Bouvardia · 
Breonadia · 
Byrsophyllum · 
Callipeltis · 
Cephalanthus (Kogelbloem) · 
Chassalia · 
Cinchona · 
Coffea (Koffie) · 
Coprosma · 
Cruciata · 
Deppea · 
Galium (Walstro) · 
Gardenia · 
Genipa · 
Morinda · 
Nertera · 
Pentas · 
Plocama · 
Portlandia · 
Psydrax · 
Richardia · 
Rothmannia · 
Rubia · 
Rutidea · 
Rytigynia · 
Sabicea · 
Sarcocephalus · 
Sericanthe · 
Sherardia · 
Spermacoce · 
Tarenna · 
Tricalysia · 
Uncaria · 
Vangueria · 
Virectaria ·  
Wendlandia · 
...